# Израильско-польские отношения
Израильско-польские отношения — дипломатические и коммерческие связи между Израилем и Польшей. Мацей Козловски (пол. Maciej Kozlowski), бывший посол Польши в Израиле описал Польшу как самого сильного союзника Израиля в Европе. Посол Израиля в Польше — Яков Ливне.

## История

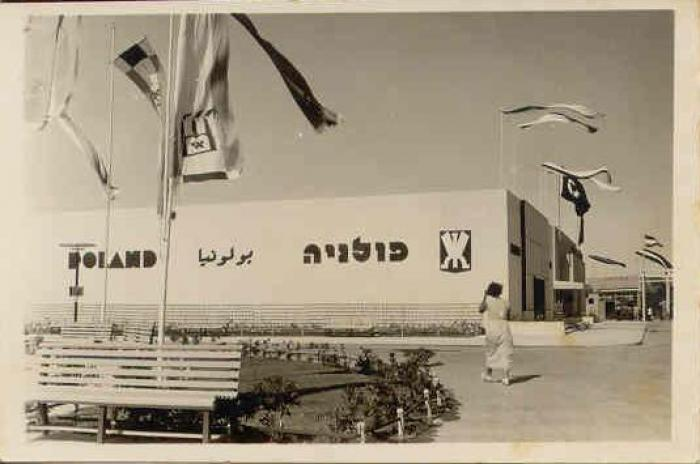
Польский павильон на Orient Fair в Тель-Авиве, 1933 год

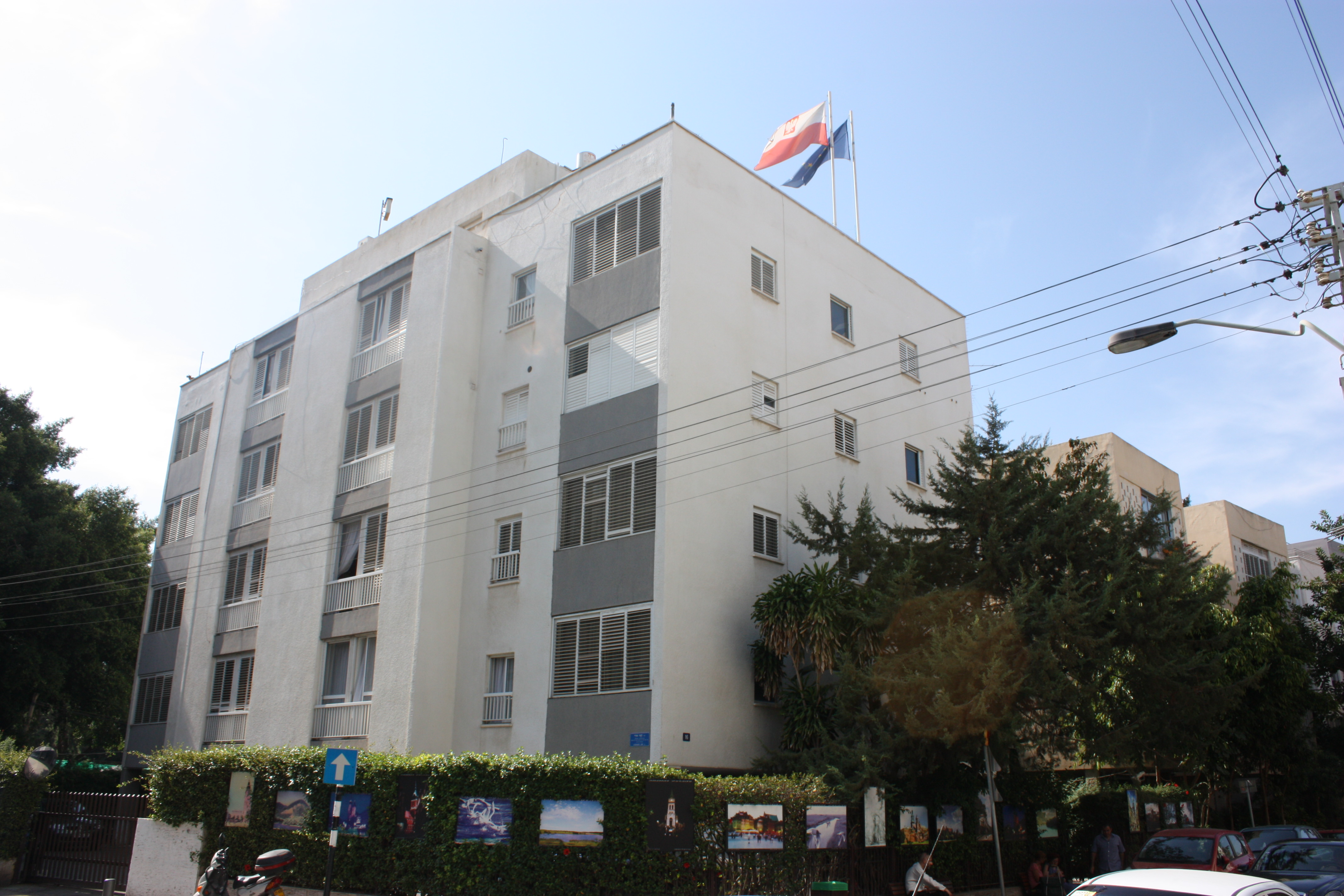
Посольство Польши в Тель-Авиве

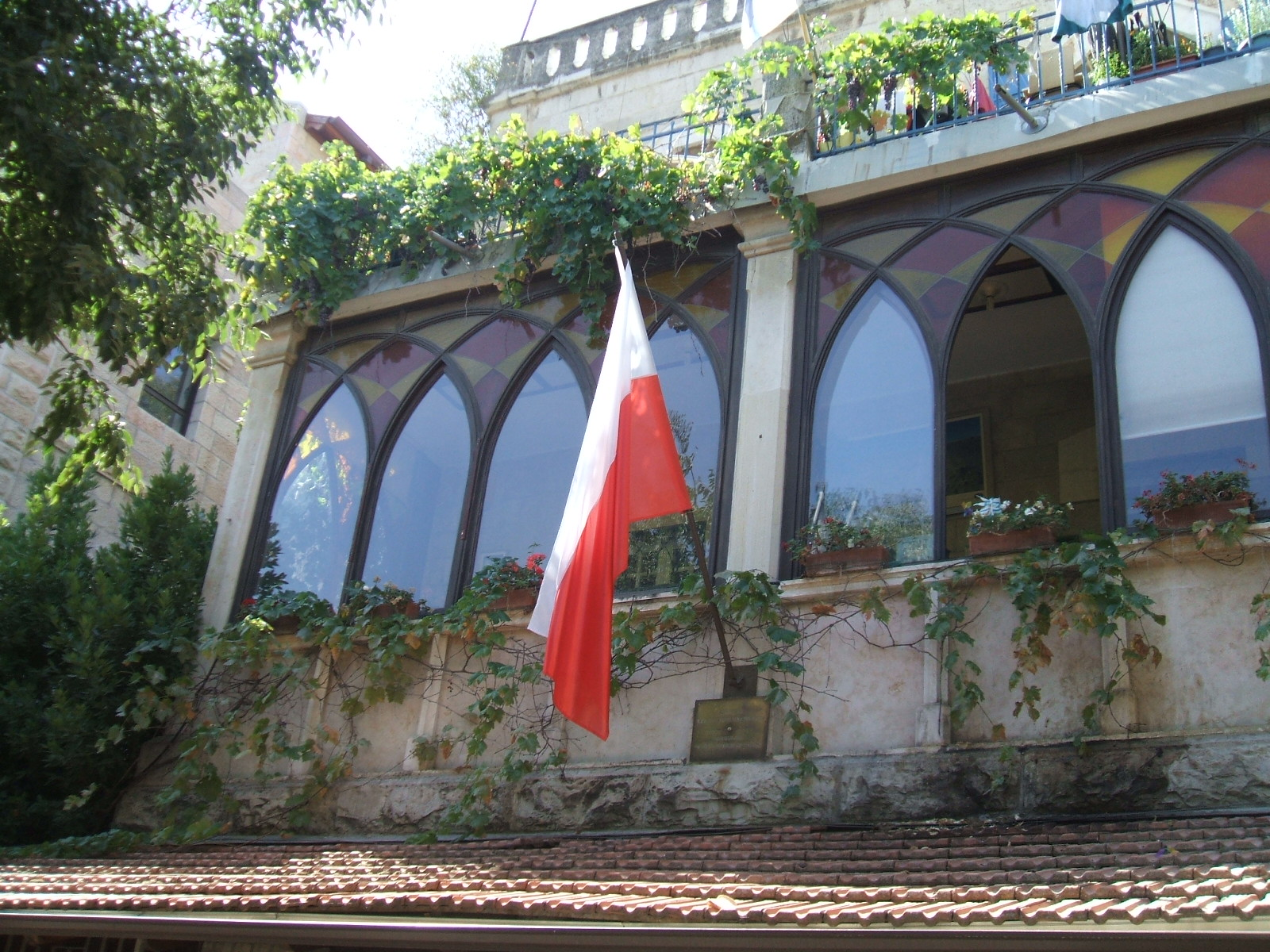
Польское консульство, Иерусалим

После Шестидневной войны в 1967 году по Польша разорвала отношения с Израилем по примеру других стран Восточного блока, находившегося под влиянием СССР. Польша была первой страной Восточного блока, которая признала Израиль вновь в 1986 году. Полные дипломатические отношения были установлены в 1990 году. Израильско-польская коммерческая Палата была основана в 1988 году.
После переговоров между израильским премьером Биньямином Нетаньяху и польским премьером Дональдом Туском в Варшаве в январе 2010 года, оба лидера обязались углублять и развивать двусторонние отношения. В 2010 году израильский Совет по международным отношениям и польский Институт международных отношений отметили 20 лет двусторонних отношений между двумя странами на конференции по международной политике в Иерусалиме.
В феврале 2019 года в Польше по инициативе правительства США прошёл ближневосточный саммит с участием Израиля и Саудовской Аравии, Египта, Иордании, Марокко, ОАЭ, Бахрейна и других мусульманских стран, а также стран Азии, Африки, Северной и Южной Америки и Европы.
В этом же месяце отношения двух стран резко ухудшились из-за заявлений израильского премьера Нетаньяху и главы МИДа Исраэля Каца. Политики заявили, что «многие поляки сотрудничали с нацистами… Поляки впитывают антисемитизм с молоком матери». Посол Израиля в Польше Анна Азари была вызвана в МИД для дачи объяснений. Во второй половине февраля в Иерусалиме должен был состояться саммит стран Восточной Европы, т. н. «Вышеградской группы», в котором приняли бы участие премьер-министры Польши, Венгрии, Чехии и Словакии. После скандальных заявлений израильских политиков Польша сначала понизила уровень своего представительства на форуме, а затем вообще отказалась от участия в нём. Чехия поддержала Польшу и, после отмены саммита, чешский премьер Андрей Бабиш прибыл в Израиль и провёл встречу с Биньямином Нетаньяху один на один.
В июле 2022 года польская парламентская делегация посетила Палестину и почтила память покойного президента Ясира Арафата. Некоторые члены делегации назвали Израиль «государством апартеида».